# Cecil Tremayne Buller
Pour les articles homonymes, voir Buller.
Cecil Tremayne Buller, née le 15 septembre 1886 et morte le 29 septembre 1973, est une artiste graveuse canadienne.

## Biographie
Cecil Tremayne Buller est née à Montréal et étudie avec William Brymner à la Art Association of Montreal et à la Art Students League à New York. Elle se rend à Paris en 1912 avec Edwin Holgate, où elle étudie avec Maurice Denis. En 1916, elle se rend à Londres pour étudier la gravure avec Noel Rooke à la Central School of Art and Design (en). Elle y rencontre son futur mari, John J. A. Murphy, également graveur. Le couple s'installe à New York en 1918,.
En 1929, Buller réalise une série de gravures sur bois pour son livre Song of Salomon. Elle réalise également des illustrations pour le livre intitulé Cantique des cantiques publié à Paris en 1931. Elle reçoit en 1945 le prix Pennell de la Bibliothèque du Congrès, le prix Audubon Society en 1947 et 1953, ainsi que le prix des arts graphiques de l'Académie américaine de design en 1949,.
Buller s'installe à Montréal en 1961 et y meurt plus tard à l'âge de 87 ans.

## Conservation
Son travail fait partie des collections du British Museum, de la Bibliothèque du Congrès, de la Bibliothèque publique de New York, du Metropolitan Museum of Art, de la Bibliothèque nationale de France à Paris, de Bibliothèque et Archives nationales du Québec (BAnQ), du Musée national des beaux-arts du Québec et du Musée des beaux-arts du Canada.